# Małopolski Przełom Wisły
Małopolski Przełom Wisły este o arie protejată (arie de protecție specială avifaunistică — SPA) din Polonia întinsă pe o suprafață de 6.972,78 ha, integral pe uscat.

## Localizare
Centrul sitului Małopolski Przełom Wisły este situat la coordonatele 51°06′20″N 21°47′24″E / 51.1055°N 21.7901°E.

## Înființare
Situl Małopolski Przełom Wisły a fost declarat arie de protecție specială avifaunistică în noiembrie 2004 pentru a proteja 24 de specii de animale.

## Biodiversitate
Situată în ecoregiunea continentală, aria protejată nu include niciun habitat protejat.
La baza desemnării sitului se află mai multe specii protejate de  păsări (24): fluierar de munte (Actitis hypoleucos), pescăruș albastru (Alcedo atthis), rață lingurar (Anas clypeata),  prundaș gulerat mic (Charadrius dubius), prundaș gulerat mare (Charadrius hiaticula), barză albă (Ciconia ciconia), barză neagră (Ciconia nigra), erete de stuf (Circus aeruginosus), erete cenușiu (Circus pygargus), cristeiul de câmp (Crex crex), ciocănitoare de grădină (Dendrocopos syriacus), scoicar (Haematopus ostralegus), sfrâncioc roșiatic (Lanius collurio), pescăruș sur (Larus canus), pescăruș-cu-cap-negru (Larus melanocephalus), pescăruș râzător (Larus ridibundus), sitar de mâl (Limosa limosa), ferestrașul mare (Mergus merganser), bătăuș (Philomachus pugnax), ciocântors (Recurvirostra avosetta), chiră mică (Sterna albifrons), chiră de baltă (Sterna hirundo), silvie porumbacă (Sylvia nisoria), fluierarul cu picioare roșii (Tringa totanus).